# Doopadahalli, Shikarpur
Doopadahalli là một làng thuộc tehsil Shikarpur, huyện Shimoga, bang Karnataka, Ấn Độ.